# 1994 en animation asiatique
Voir aussi: 1994 au cinéma - 1994 à la télévision
1993 en animation asiatique - 1994 en animation asiatique - 1995 en animation asiatique

## Principales diffusions au Japon

### Films
- 12 mars : Dragon Ball Z : Rivaux dangereux
- 9 juillet : Dragon Ball Z : Attaque Super Warrior !
- 28 juillet : Go! Go! Ackman

### Séries télévisées
Les séries non datées ont débuté avant le 1er janvier de cette année
- 22 avril : Mobile Fighter G Gundam